# آباره رومی
آباره رومی (انگلیسی: Roman aqueduct) سبکی در سازه‌های رومی در ساخت آباره بوده‌است. این آباره‌ها جهت انتقال آب از منابع آب به مراکزی چون حمام‌های عمومی و مستراح‌های رومی (Latrine) تعبیه شده بودند.